# 阿塞拜疆国家新闻社
阿塞拜疆国家新闻社（简称‎，简称AZERTAC），或译作阿塞拜疆国家通讯社，中文简称阿新社或阿通社，是阿塞拜疆共和国的国家通讯社。

## 简介
阿新社于1920年3月1日由阿塞拜疆民主共和国政府建立，后在苏联时期几度易名。苏联解体后，阿塞拜疆重新独立，1995年3月3日，新闻社恢复其历史名称——“内阁附属国家通讯社”，2000年1月17日改为现在的名称。阿新社与政府官方信息同步，以阿塞拜疆语、汉语、英语、俄语、法语、德语和阿拉伯语等语言发布消息。阿新社还与全球多家通讯社签署了双边合作协议。2014年，阿新社开通了中文网站，开始以中文发布新闻。